# Linhenykus monodactylus
Il linhenico (Linhenykus monodactylus) è un dinosauro saurischio appartenente agli alvarezsauridi. Visse nel Cretaceo superiore (Campaniano, circa 80 milioni di anni fa) e i suoi resti sono stati ritrovati in Cina. È il primo dinosauro noto a possedere un solo dito nella zampa anteriore.

## Descrizione
Questo dinosauro era di piccole dimensioni (non doveva superare i 50 centimetri di lunghezza). Il femore era lungo solo 7 centimetri. È conosciuto per uno scheletro parziale che comprende numerose vertebre da varie parti della colonna vertebrale, parte delle zampe anteriori e posteriori, e una pelvi incompleta. Le zampe posteriori erano lunghissime e potenti, mentre quelle anteriori erano molto corte e, come in tutti i parenti stretti di Linhenykus (gli alvarezsauridi), erano dotate di un artiglio robustissimo sul secondo dito. In Linhenykus questa caratteristica raggiunge l'estremo, e tutte le altre dita sono scomparse.

## Classificazione

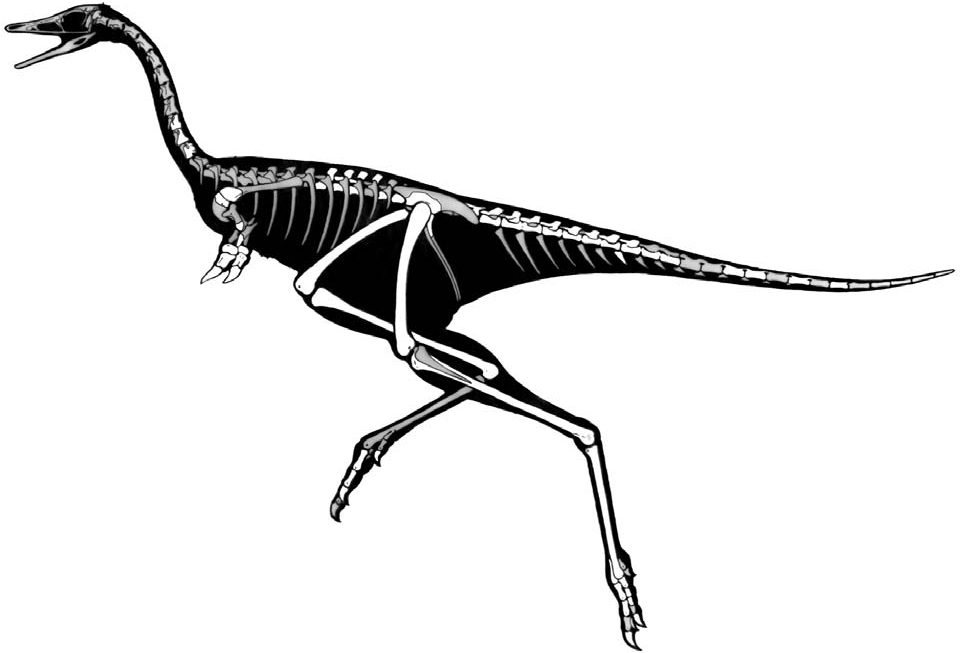
Ricostruzione dello scheletro di Linhenykus

Linhenykus appartiene agli alvarezsauridi, un gruppo di dinosauri teropodi dalle caratteristiche insolite, un tempo considerati uccelli. Gli alvarezsauri possedevano corte zampe anteriori, ognuna delle quali portava un secondo dito notevolmente ingrandito. Un tempo si pensava che gli alvarezsauri possedessero un singolo dito, ma prove più recenti (Suzuki et al., 2002) hanno determinato che le altre dita erano presenti, anche se ridottissime. Linhenykus è il primo esemplare di alvarezsauro totalmente privo delle altre dita: anche se un terzo metacarpo estremamente ridotto era ancora presente, non erano presenti le falangi del secondo e terzo dito. Nonostante questa notevole specializzazione, un'analisi cladistica ha dimostrato che Linhenykus non è il più evoluto (derivato) alvarezsauro, ma è anzi una forma basale: Linhenykus possiede un dito meno grande e robusto di altri alvarezsauri. Probabilmente Linhenykus era un rappresentante basale dei parvicursorini, che comprendono gli alvarezsauri più evoluti.

## Significato del nome
Il nome Linhenykus deriva da Linhe, una città della Mongolia Interna presso la quale sono stati ritrovati i resti fossili, e dalla parola greca onyx ("artiglio"). L'epiteto specifico deriva dalle parole greche monos, "singolo", e daktylos, "dito", un riferimento al fatto che Linhenykus è il solo dinosauro non aviano ad avere un singolo dito sull'arto anteriore.